# Senza sapere niente di lei
Senza sapere niente di lei è un film del 1969 diretto da Luigi Comencini.
È tratto dal romanzo La morale privata di Leone Antonio Viola.

## Trama
L'assicuratore Brà sta indagando sulle cause del decesso di un'anziana signora, madre di cinque figli (quattro femmine ed un maschio), perita recentemente ed assicurata per una cifra da capogiro. La donna, morta a seguito di una dose massiccia di medicinale, potrebbe essersi suicidata. Se si dimostrasse che la donna si è suicidata, la compagnia non dovrebbe pagare nessun risarcimento. A questo punto i figli maggiori della donna cercano di dimostrare che la madre è stata assassinata ma, loro stessi, finiscono con l'essere i primi sospettati.  Brà cerca di fare la conoscenza di Cinzia, figlia minore della donna. La ragazza dimostra un carattere instabile, molto insicuro. Fra i due nasce una relazione. La ragazza appare afflitta e sofferente per la morte della madre tanto che, ben presto, tenta il suicidio. Solo al termine del film si apprenderà che l'anziana donna è stata uccisa proprio da Cinzia. La ragazza aveva somministrato la dose di medicinale alla madre solo per esaudire il suo desiderio di morire e di non voler soffrire (la donna era infatti gravemente malata) ma poi non era riuscita a reggere il peso del rimorso. La ragazza, fra l'altro, non era nemmeno a conoscenza dell'assicurazione sulla vita della madre. I fratelli, dal canto loro, stavano proteggendo Cinzia e la sua instabilità, evitando di far trapelare la verità. L'assicuratore Brà capisce che per la compagnia assicuratrice non vi è più nulla da fare: il risarcimento dev'essere pagato e Cinzia finirà in carcere. Ma la ragazza rivela in ultimo che è in possesso di una lettera che potrebbe scagionarla dato che la madre di suo pugno ammette di volersi suicidare. Deciso a salvare Cinzia, Brà si dirige a gran velocità verso Milano per parlare ad un suo amico avvocato. Cinzia, però, gli chiede di poter guidare la macchina e, una volta alla guida, provoca un tremendo incidente, nel quale il compagno perde la vita mentre lei sembra sopravvivere.